# Майпо (река)
Майпо (исп. Río Maipo, от арауканского maipun — «пахать») — река в Столичной области Чили. Площадь водосборного бассейна составляет 15 304 км². Длина реки 250 км.

## Описание
Река начинается на склоне вулкана Майпо вблизи чилийско-аргентинской границы на высоте 4560 м, течёт на запад в широтном направлении. Впадает в Тихий океан около города Санто-Доминго.
Склоны долины реки составлены вулканическими породами и гранитами и андезитами палеозойского и мезозойского времени. Верховья, до впадения Рио-Колорадо, пролегают в лавовых отложениях. Дно долины в этих местах, а также долин притоков Мапучо, Колина и Ангостура непроницаемы для грунтовых вод, поэтому реки питаются исключительно поверхностным стоком. В долинах Волькана и Есо лежит водоносный горизонт Сантьяго, содержащий 10 000 млн м³ воды и питающий эти притоки.
Майпо является основным источником воды для Столичной области. Долина реки плотно заселена, крупнейшими городами на реке являются Мелипилья, Буин, Пайне. На притоке Мапочо стоит столица Чили Сантьяго.

## Притоки
Основными притоками Майпо являются: Ньянко (пр), Мулас (лв), Кинканке (лв), Эль-Саусе (лв), Попета (лв), Кармен-Альто (лв), Пуанге (пр), Мапочо (пр), Ангостура (пр), Кларильо (лв), Рио-Колорадо (пр), Сан-Хосе (пр), Коянко (лв), Есо (пр), Волькан (пр), Кларо (лв), Дьябло (пр).